# François Peyrard
Pour les articles homonymes, voir Peyrard.
François Peyrard (né à Vial dans la commune de Saint-Victor-Malescours le 21 octobre 1759 et mort à Paris le 3 octobre 1822) est un professeur de mathématiques, militant républicain actif pour l'éducation pendant la Révolution, traducteur "renommé" de latin et grec, érudit et philosophe français.
François Peyrard est acclamé par le monde scientifique international en identifiant dans le butin que Napoléon ramenait du Vatican, un manuscrit, le « Vaticanus graecus 190 », qui lui permit d'établir la version qu'il juge fidèle de la version attribuée à Euclide des Éléments qu'il traduit et publie en latin et en français et dont la dernière impression date de 2006. 

## Biographie

### Jeunesse et formation
Après avoir étudié à Monistrol, il est envoyé au collège du Puy pour y achever des études « des humanités et de la philosophie ». Devenu orphelin, cadet d'une fratrie de neuf enfants, il s'engage dans les Gardes-Françaises pour échapper à la prêtrise à laquelle sa famille le destine et pour partir à Paris. Il profite de la "libéralité" de ce corps pour continuer ses études (« je suivis les Cours publics, je fréquentai les bibliothèques, je fus dirigé par des hommes de lettres
et par des savants illustres »).
En 1786, il ouvre un cours libre de mathématiques et de géométrie. Professeur et fin pédagogue, il définit son enseignement comme suit : « Paraissant aussi peu instruit que mes élèves, nous procéderons lentement en nous élevant par degrés d'idées sensibles aux idées plus composées, en suivant les méthodes des inventeurs. En géométrie, nous opérerons d'abord sur le terrain. J'éveillerai la curiosité de mes élèves et leur épargnerai toute espèce de dégoût. En outre, mes leçons seront gratuites pour ceux qui n'auront pas compris les matières enseignées ».

### 1792-1795: une activité importante parmi les savants de l'an II
Très vite, il adopte les idées de la Révolution française. D'après la Biographie de Michaud , il est un « ardent révolutionnaire », lié à Anacharsis Cloots et ami intime de Sylvain Maréchal. Il est membre du Club des jacobins . du Conseil du Département de Paris et administrateur des contributions publiques en 1792.
L'année 1793 est un tournant pour lui. La disparition de Condorcet laisse en plan les projets de réforme de l'éducation. Il est parmi les auteurs d'un projet d'Instruction Publique, commandé par le Conseil Général de Paris : « Montrer la vérité aux hommes, les détromper de leurs erreurs et de leurs préjugés, leur enseigner leurs droits et leurs devoirs, leur faire contracter l'habitude des actions utiles à la Société, faire passer dans leur âme l'horreur de la tyrannie et de la superstition, leur inspirer le saint enthousiasme de la liberté et de l'égalité, leur fournir les moyens de perfectionner leur industrie ; tel est le but que doit se proposer toute instruction établie pour le bonheur du peuple, et tel est le but que je me suis proposé dans le projet que je présente à la Commission de l'Instruction publique . » Cette commission était composée de Monge, Berthollet,  Vandermonde, Lagrange, Leblond, Daubenton, Garat, Fourcroy et Peyrard. Il est avec Lagrange et Monge chargé de recruter les professeurs de mathématiques pour les "Écoles centrales" nouvellement  créées. Il est aussi membre du jury chargé de l’examen des "machines de guerre" par le Comité de salut public et participe à la réalisation d’expériences au parc de Bercy sur la meilleure forme à donner aux projectiles, En 1794, il est envoyé comme secrétaire du conventionnel Lemoyne (du Velay) en Auvergne et à Saint-Étienne pour y activer l'extraction du charbon et la fabrication des armes. L'inspecteur général du corps des mines Antoine Grimoald Monnet laissera une description de cette mission dans un mémoire. Il y décrit Peyrard comme « un lettré, versé dans les mathématiques, ...une tête extrêmement exaltée ...à qui la présence d'esprit ne manquait jamais » et amateur de chants.  L' "enfant du pays" sera le véritable chef de cette mission, Lemoyne étant "inepte... occupé à fumer sa pipe et boire de l'eau -de-vie".

### 1795-1804: dans l'équipe initiale de l'École polytechnique
Au retour, Peyrard est nommé bibliothécaire de l'École polytechnique en 1795, puis rédacteur du Journal de l'École polytechnique. C'est avec son arrivée que la bibliothèque va se constituer vraiment. Voulant en faire « un lieu de recherche et de délassement intelligent » il enrichit la collection, constituée de 564 volumes à son arrivée, à environ 10 000 ouvrages lorsqu'il quitte ses fonctions en 1804,
Il y commence (peut-être à l'instigation de Monge, directeur de l'École) son œuvre marquante pour l’histoire des sciences : les traductions des mathématiciens grecs ainsi que la publication d'éditions revues, complétées et augmentées par ses soins du "Bézout", le livre de référence en mathématiques pour tout candidat à Polytechnique jusque dans les années 1830.
Mais son caractère emporté, exalté et indiscipliné le conduisant à entrer en conflit avec le personnel de l'établissement (y compris le vitrier !) et sa vie "dissolue" (divorcé, il vit ouvertement avec sa maitresse)  posent problème à la direction de l'École. En juillet 1803, il est chassé de l'appartement de l'Hôtel de Lassay pour "manque de bienséances sociales". Le gouverneur de l'École Lacuée soucieux qu'aucun désordre créé à Polytechnique n'arrive aux oreilles de l’empereur le licencie en novembre 1804. Il se défend dans un mémoire de 54 pages conservé dans les archives de l'École et analysé par Janis Langins  dans un hommage de la Société des amis de la bibliothèque et de l’histoire de Polytechnique au "conservateur de bibliothèque" qui "a accompagné de près les origines de l’École".

### 1805-1822: le traducteur de référence pour les ouvrages de géométrie grecque
Probablement sur recommandation de Monge, il est nommé en 1805 professeur de mathématiques spéciales (ou "transcendantes") au lycée Bonaparte (l'actuel lycée Condorcet), l'un des quatre lycées de la capitale  tout nouvellement créés. Il y reste au moins jusqu'en 1810 (la Biographie de Michaud indique jusqu'en 1816) et a pour confrères Poinsot et Lacroix
Il poursuit son œuvre de traduction des géomètres grecs soutenu par l'Institut et les plus grands mathématiciens de l'époque, ainsi que la publication du "Bézout-Peyrard" (sa dernière édition date de 1816).

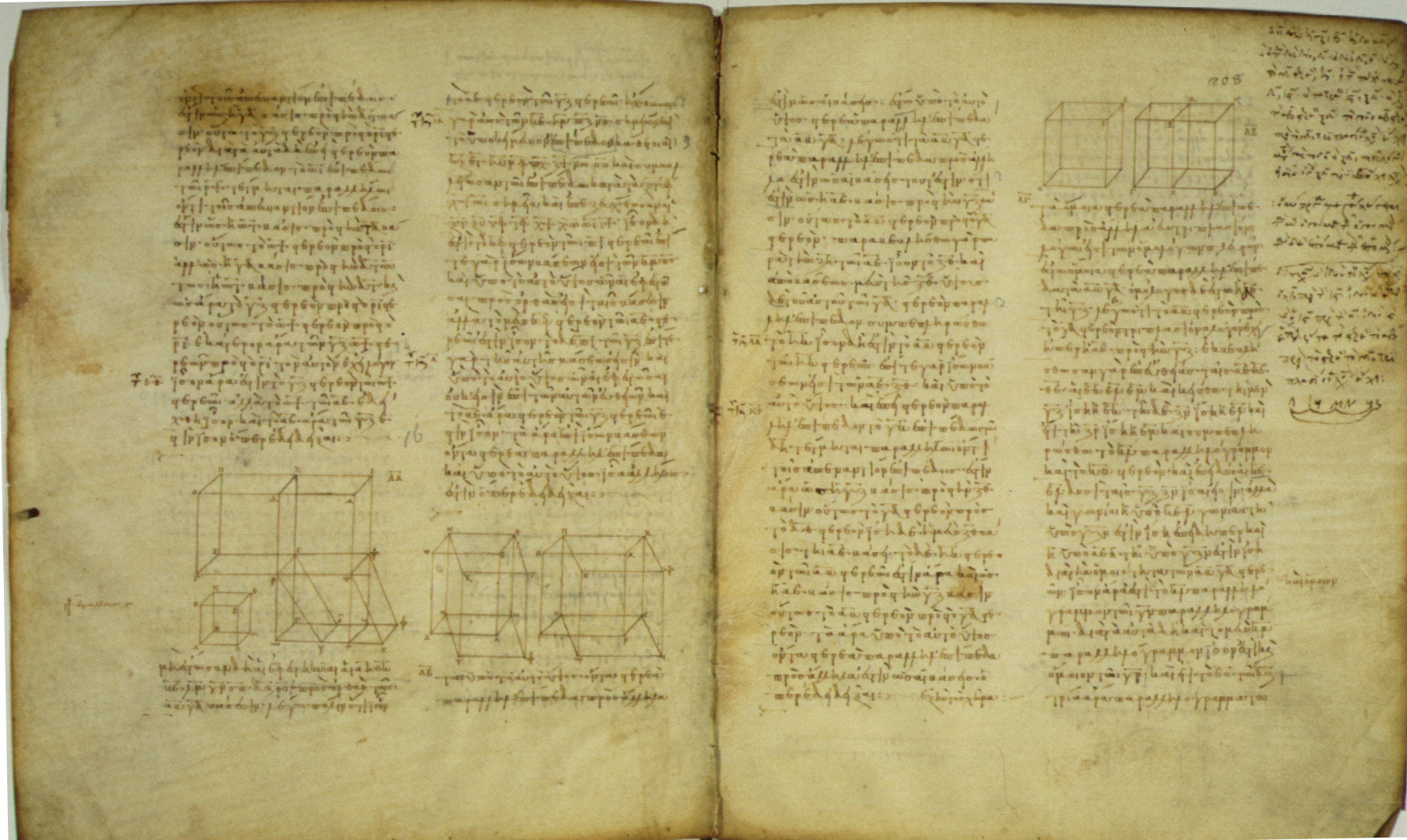
Manuscrit Vaticanus graecus 190, que Peyrard a découvert et pour la première fois traduit

Il a l’intuition qu'il y a des passages « tronqués et altérés » dans le manuscrit d'Oxford qui lui a servi de référence à son édition de 1804 des Éléments d'Euclide et que le « manuscrit 190 remplit des lacunes... et rétablit des passages altérés... ». Il se fait envoyer par Monge le manuscrit 190 du Vatican et se rend compte que celui-ci, qu'il date du neuvième siècle, n'a jamais servi à l'établissement de ouvrages imprimés jusqu'alors. Cela lui permet d'établir pour la première fois la version la plus complète des Éléments. Version qui sera publiée entre 1814 et 1818, revue pour l'Institut par Lagrange,Legendre et Delambre.
Ce n'est pas parce qu'il a un destin national, qu'il oublie sa région d'origine. Il maintient toute sa vie des contacts assidus avec P. Palhion de Saint-Didier-en-Velay qui lui donne des nouvelles du pays en échange de conseils avisés.
Il meurt à l'Hôpital Saint-Louis à Paris le 3 octobre 1822. Le lieu, à l'époque réservé aux « nécessiteux », fait penser à plusieurs de ses biographes qu'il est mort dans le dénuement.

## Travaux et publications
Mais Peyrard restera surtout connu pour ses traductions et commentaires, toujours d'actualité, d'Archimède (1807) et d'Euclide, (1804, puis 1814-1818). Il traduit également l'intégralité des poésies d'Horace, ainsi que l'œuvre de Corneille Agrippa (De la supériorité de la femme au-dessus de l'homme et Traité de l'incertitude des sciences). Philosophe à ses heures, il est l'auteur de « De la Nature et de ses Lois » (1793-1794). Ce bref essai philosophique est un manifeste des principes qu'il souhaite diffuser dans la société.
Ses publications sont : 

### Œuvres philosophiques et poétiques
- De la nature et de ses lois, Paris 1793/94
- Précis historique des principales descentes qui ont été faites dans la Grande-Bretagne depuis Jules César jusqu’à l’an V de la République, Paris, 1798
- Poésies complètes d’Horace, Paris, 1803
- Corneille Agrippa: De la supériorité de la femme au-dessus de l’homme, Paris (sous le pseudonyme de Roétitg)  1801,Gallica
- Corneille Agrippa :Traité de l’incertitude des sciences, Paris, 1803

### Œuvres mathématiques
- Éléments de géométrie d’Euclide, Paris: F. Louis 1804, Gallica
- Les Œuvres d’Euclide, Paris 1814-1818 (en Grec, Latin et Français)
  - Partie 1, Partie 2, Partie 3
  - Nouvelle parution en  1966, réédition 1993, par A. Blanchard Paris   (Préfacé par Jean Itard).
- Œuvres d´Archimède, Paris: F. Buisson 1807, Archive
- Cours de mathématiques de Bézout , publié à partir de 1798:
  - Édition de 1798 (Gallica) : Gallica
  - Édition de 1814  Gallica
- Il laisse une œuvre jamais publiée, « les Coniques d''Apollonius ».

## Hommage
La commune de Saint-Victor-Malescours inaugure une plaque à sa mémoire le 20 mai 2010.